# Kokory
Kokory là một làng thuộc huyện Přerov, vùng Olomoucký, Cộng hòa Séc.